# Jayla Pina
Jayla Pina (* 23. Juli 2004 in den Vereinigten Staaten) ist eine kapverdische Schwimmerin. Sie nahm an den Olympischen Spielen 2020 in Tokio und 2024 in Paris an.

## Karriere
Pina schwimmt (2025) für die Mannschaft der University of Pittsburgh (Pittsburgh Panthers). Sie wurde in den Vereinigten Staaten geboren, tritt jedoch für Kap Verde an. Erstmals trat sie international bei den Jugend-Schwimmweltmeisterschaften 2019 in Budapest an. Außerdem trat sie bei den Afrikanischen Schwimmmeisterschaften 2021 in Accra, den Kurzbahnweltmeisterschaften 2022 in Melbourne und den Schwimmweltmeisterschaften 2023 in Fukuoka an.
Bei Olympischen Spielen nahm sie an den Wettbewerben 2020 im 100 m Brustschwimmen und 2024 im 200 m Lagenschwimmen teil.
Sie war auch Fahnenträgerin bei der Eröffnungszeremonie 2020.

## Familie
Pina tritt aufgrund ihrer Mutter für Kap Verde an. Sie ist in Seekonk, Massachusetts aufgewachsen, Ihr Bruder ist der olympische Schwimmer Troy Pina und ihre Schwester Latroya Pina.